# Vijfzes
Vijfzes is een lied van de Nederlandse zangers en acteurs Alessio De Martino en Rami Kooti Arab uitgebracht onder hun artiestennamen Alessio en Rami. Het werd in 2022 als single uitgebracht.

## Achtergrond
Vijfzes is geschreven door de twee artiesten zelf. Het is een nummer dat past in het genre nederhop en pop rap. In het lied rappen de artiesten over hun populariteit onder de vrouwen. Het nummer vergaarde populariteit nadat het viraal was gegaan op TikTok.

## Hitnoteringen
De artiesten hadden bescheiden succes met het lied in Nederland. Het kwam tot de 58e plaats van de Single Top 100 in de drie weken dat het in deze hitlijst te vinden was. De Top 40 en haar Tipparade werden niet bereikt. Het was de eerste single van zowel Alessio als Rami die een hitlijst bereikte.